# Xystrota
Xystrota is een geslacht van vlinders van de familie spanners (Geometridae), uit de onderfamilie Sterrhinae.

## Soorten
- X. adela Dognin, 1890
- X. adita Prout, 1938
- X. admirabilis Oberthür, 1883
- X. angulata Schaus, 1912
- X. aphilotima Prout, 1938
- X. cazeca Druce, 1892
- X. davisi Grossbeck, 1917
- X. delila Schaus, 1912
- X. domarita Schaus, 1940
- X. exaeta Prout, 1918
- X. grays Prout, 1938
- X. griseocostata Warren, 1904
- X. intamiataria Möschler, 1890
- X. noctuata Guenée, 1858
- X. oblinataria Möschler, 1890
- X. oslinaria Schaus, 1940
- X. phakellurata Guenée, 1858
- X. praepeditaria Möschler, 1890
- X. psecasta Prout, 1938
- X. pulida Dognin, 1893
- X. roseicosta Barnes & McDunnough, 1913
- X. rubromarginaria Packard, 1871
- X. suavata Dyar, 1900
- X. virgota Schaus, 1901
- X. vitticostata Warren, 1906